# Joseph Chevé
Pour les articles homonymes, voir Chevé.
Joseph Chevé est un homme politique français né le 19 mars 1807 à Crosmières (Sarthe) et décédé le 16 avril 1879 à Montreuil-le-Chétif.
Ouvrier fondeur de métaux, il est député de la Sarthe de 1848 à 1849, siégeant avec la gauche modérée.

## Sources
- « Joseph Chevé », dans Adolphe Robert et Gaston Cougny, Dictionnaire des parlementaires français, Edgar Bourloton, 1889-1891 [détail de l’édition] [texte sur Sycomore]